# Dratów-Kolonia
Dratów-Kolonia – kolonia w Polsce położona w województwie lubelskim, w powiecie łęczyńskim, w gminie Ludwin.

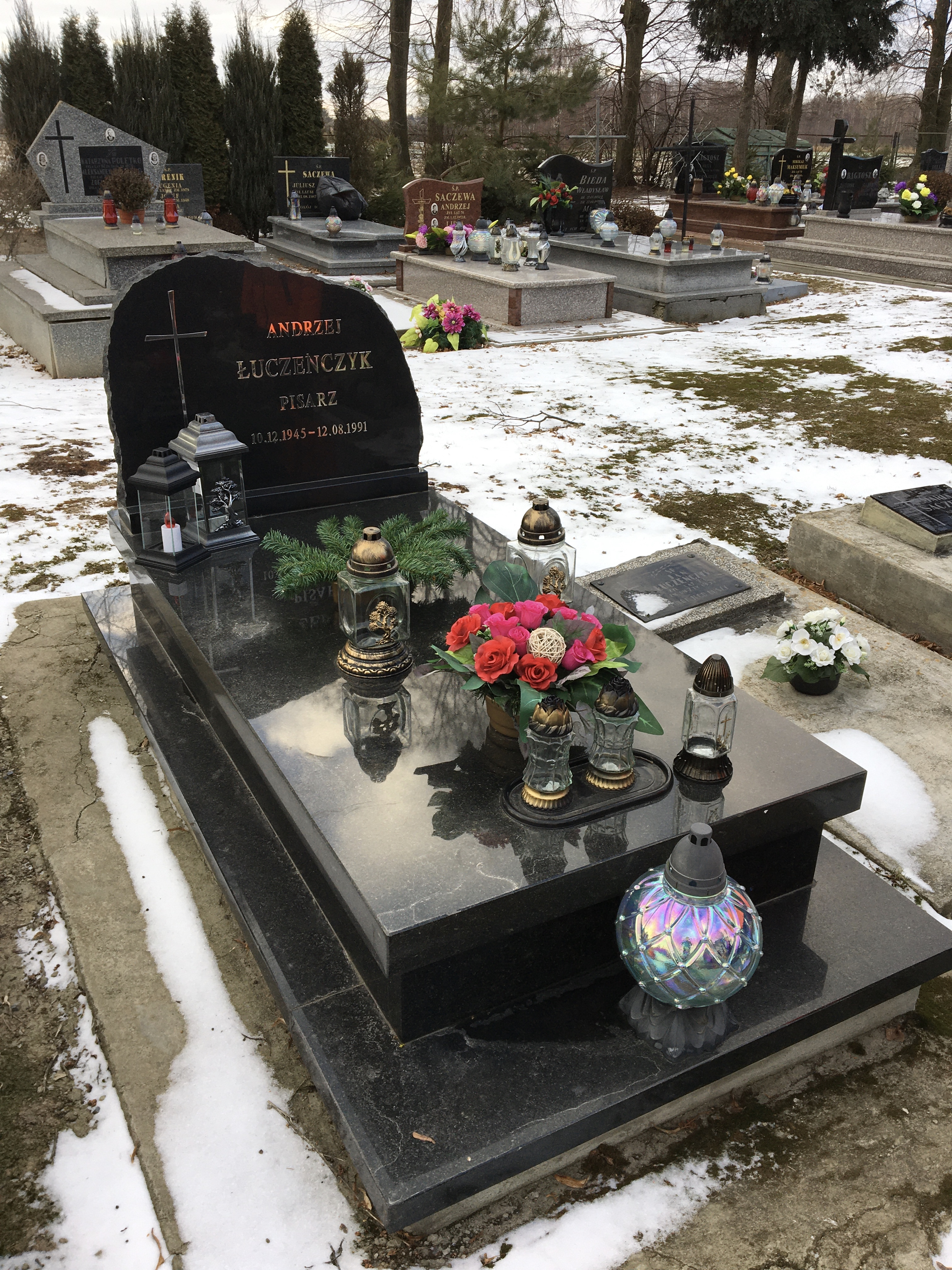
Grób Andrzeja Łuczeńczyka na cmentarzu prawosławnym

W latach 1975–1998 miejscowość administracyjnie należała do województwa lubelskiego.
Miejscowość stanowi sołectwo gminy Ludwin. Według Narodowego Spisu Powszechnego z roku 2011 wieś liczyła 151 mieszkańców.